# Liste französischer Exonyme für deutsche Toponyme
In dieser Liste werden für deutsche und deutschbelgische Toponyme (d. h. Namen von Städten, Landschaften, Flüssen, Gebirgen usw. des deutschsprachigen Raumes) die französischen Entsprechungen (Exonyme) angegeben.
Für Orte in der Schweiz siehe: Liste französischer Bezeichnungen von Schweizer Orten

## A
- Adige: Etsch
- Aix-la-Chapelle: Aachen
- Allemagne: Deutschland
- les Alpes: Alpen
- Alzette: Alzig (L) (Fluss)
- Amblève: Amel
- Anvers: Antwerpen (B) – gehört nicht zum deutschsprachigen Raum
- Augsbourg: Augsburg
- Autriche: Österreich

## B
- Bade: Baden
- Bade-Wurtemberg: Baden-Württemberg
- Basse-Autriche: Niederösterreich
- Basse-Lusace: Niederlausitz
- Basse-Saxe: Niedersachsen
- Bavière: Bayern
- Bienne: Biel
- Bitche (veraltet: Biche): Bitsch (F)
- Bitche, Pays de: Bitscherland (F)
- Bliescastel (veraltet: Castres): Blieskastel
- Bourg-Dauphin: Neuforweiler
- Borcette: Burtscheid
- Boulay: Bolchen (F)
- Bouzonville: Busendorf (F)
- Brandebourg: Brandenburg
- Brême: Bremen
- Brisgau: Breisgau
- Brunswick: Braunschweig
- Bullange: Büllingen (B)
- Butgenbach: Bütgenbach (B)

## C
- La Calamine: Kelmis (B)
- Carinthie: Kärnten
- Cassel: Kassel
- Clervaux: Clerf (L)
- Clèves: Kleve
- Coblence: Koblenz
- Cobourg: Coburg
- Cologne: Köln
- Constance: Konstanz
- Constance, Lac de: Bodensee
- Créhange: Kriechingen (F)
- Creutzwald: Kreuzwald (F)

## D
- Dagsbourg: Dagsburg (F)
- Danube: Donau
- Deux-Ponts: Zweibrücken
- Dresde: Dresden
- Duisbourg: Duisburg
- Durwiss: Dürwiß

## E
- Esch-sur-Alzette: Esch an der Alzette (Alzig) (L)
- Esch-sur-Sûre: Esch an der Sauer (L)

## F
- Fénétrange: Finstingen oder Vinstingen (F)
- Flensbourg: Flensburg
- Forêt Noire: Schwarzwald
- Francfort-sur-le-Main: Frankfurt am Main
- Francfort-sur-l'Oder: Frankfurt (Oder)
- Franconie: Franken
- Fribourg-en-Brisgau: Freiburg im Breisgau
- Frise: Friesland

## G
- Gand: Gent (B) (gehört nicht zum deutschsprachigen Raum)
- Gœttingue: Göttingen
- Grande-Rosselle: Großrosseln
- Grosbliederstroff: Großblittersdorf (F)
- Gueldres: Geldern
- Gueule: Göhl

## H
- Hambourg: Hamburg
- Hamelin: Hameln
- Hanovre: Hannover
- Haute-Autriche: Oberösterreich
- Haute Lusace: Oberlausitz
- Hautes-Fagnes: Hohes Venn
- Hesse: Hessen
- Hombourg: Homburg
- Hombourg: Homburg (F, Elsass)
- Hombourg-Haut: Oberhomburg (F, Lothringen)

## I
- Iéna: Jena

## J
- Juliers: Jülich

## K
- Kleinbliederstroff: Kleinblittersdorf
- Kreutznach: Bad Kreuznach

## L
- Lac de Constance: Bodensee
- Liège: Lüttich (B) – gehört nicht zum deutschsprachigen Raum
- Limbourg: Limburg (D)
- Limbourg: Limburg (B)
- Loèche-les-Bains: Leukerbad
- Lubec: Lübeck
- Lunebourg: Lüneburg
- Lusace: Lausitz
- Luxembourg: Luxemburg (veraltet: Lützelburg, luxemburgisch: Lëtzebuerg)

## M
- Magdebourg: Magdeburg
- Marbourg: Marburg
- Mayence: Mainz
- Mecklembourg: Mecklenburg
- Mecklembourg-Poméranie occidentale: Mecklenburg-Vorpommern
- Mer Baltique: Ostsee
- Mer Noire: Schwarzes Meer
- Meuse: Maas
- Misnie: Meißen
- Montjoie: Monschau
- Moselle: Mosel
- Mulhouse: Mülhausen (F)
- Munich: München

## N
- Naumbourg: Naumburg
- Nancy: Nanzig (veraltet) (F) – nicht mehr deutsches Sprachgebiet
- Néau (altfranzösisch): Eupen (BE)
- Nimègue: Nimwegen (NL)
- Nuremberg: Nürnberg

## O
- Oldenbourg: Oldenburg (Oldenburg)
- Our: Ur (Fluss)

## P
- Palatinat: Pfalz
- Petite-Rosselle: Kleinrosseln
- Phalsbourg: Pfalzburg (F)
- Pirne: Pirna
- Poméranie: Pommern
- Pomp: Pumpe-Stich
- Puttelange: Püttlingen
- Puttelange: Püttlingen (F)

## R
- Ratisbonne: Regensburg
- Rhénanie: Rheinland
- Rhénanie-du-Nord-Westphalie: Nordrhein-Westfalen
- Rhénanie-Palatinat: Rheinland-Pfalz
- Rhin: Rhein
- Rhône: Rotten (CH)
- Roer: Rur

## S
- Salzbourg: Salzburg
- Saint George: St. Jöris
- Saint Vith: Sankt Vith (B)
- Sarre: Saar (Fluss), Saarland
- Sarrebourg: Saarburg
- Sarrebourg: Saarburg (F)
- Sarrebruck: Saarbrücken
- Sarreguemines: Saargemünd (F)
- Sarrelouis: Saarlouis
- Sarrevailingue: Saarwellingen
- Saxe: Sachsen
- Saxe-Anhalt: Sachsen-Anhalt
- Spire: Speyer
- Spicheren: Spichern
- Strasbourg: Straßburg (F)
- Styrie: Steiermark
- Sûre: Sauer (Fluss)

## T
- Thionville: Diedenhofen (F)
- Thuringe: Thüringen
- Tolbiac: Zülpich
- Trémoigne: Dortmund
- Trèves: Trier
- Tubingue: Tübingen
- Tyrol: Tirol

## V
- Vailingue-en-Sarre: Saarwellingen
- Vaudrevange: Wallerfangen
- Vesdre: Weser/Weserbach (Fluss in B)
- Vienne: Wien

## W
- Waimes: Weismes (B)
- Waldwisse: Waldwies (F)
- Wallendorf-Pont: Wallendorferbrück (L)
- Westphalie: Westfalen
- Wiesbade: Wiesbaden
- Wolfsbourg: Wolfsburg
- Woerth: Wörth an der Sauer (F)
- Wurtemberg: Württemberg
- Wurtzbourg: Würzburg

## Y
- Yutz: Jeutz (F)